# 人浪

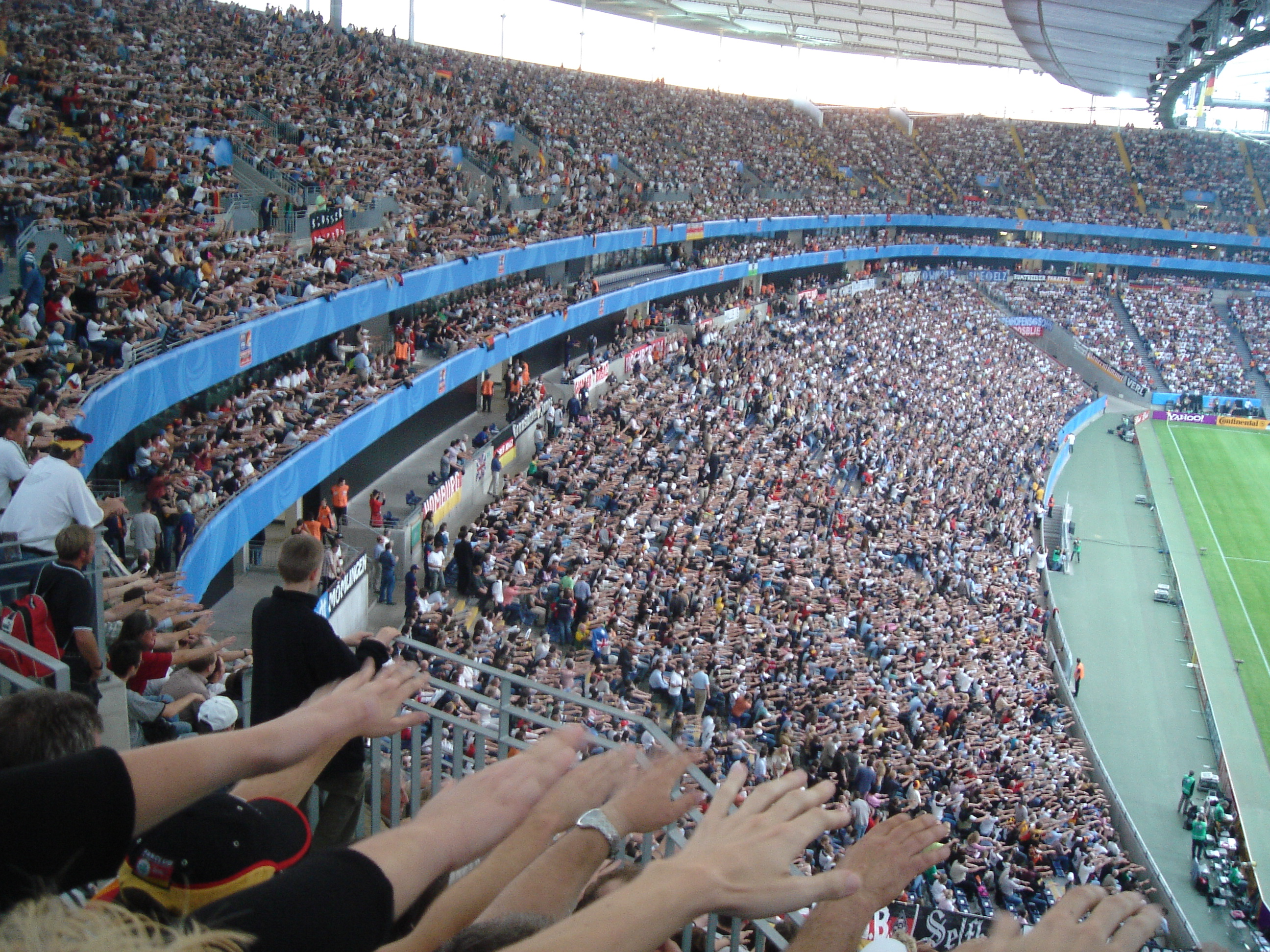

墨西哥人浪（英语：Mexican wave），也称为“波浪舞”，是体育比赛裡（尤其球类比赛）常见的看台观众席的欢乐游戏，表达助威、欢庆等，有点像啦啦队。
而且这种人浪之所以称为“墨西哥人浪”，是因为1986年之前，它的知名度和流行度顶多在美洲范围内；1986年6月在墨西哥举行的世界杯，它扩散得全世界熟悉，并赢得大多数人的好感后，就成为了全世界通用的体育观众欢乐活动之一。
觀眾席上的觀眾以排為單位依照順序起立再坐下，呈現類似波浪的效果。波浪舞可以帶動觀眾席的氣氛，除了觀眾自發性的動作外，有時也會有帶頭者以旗幟等物作定位標識，領頭者會拿著大旗幟奔跑，旗幟跑到哪一排觀眾便站立再坐下，可以製造整齊劃一的效果。